# Palacio de justicia y cárcel del condado de Covington
El Palacio de Justicia y Cárcel del Condado de Covington son dos edificios que conforman un distrito histórico ubicado en Andalusia, la sede del condado de Covington, Alabama, Estados Unidos. El palacio de justicia fue construido entre 1914 y 1916 junto con una cárcel. Juntos, los edificios fueron incluidos en el Registro Nacional de Lugares Históricos en 1989.

## Historia
El palacio de justicia de 1916 es el quinto en servir al condado de Covington. El cuarto palacio de justicia fue construido con ladrillos en 1896 en el centro de Courthouse Square (que se encuentra frente al actual palacio de justicia). Cuando el Ferrocarril Central de Georgia llegó a Andalusia en 1899, seguido poco después por el Ferrocarril de Alabama y Florida, la ciudad experimentó un crecimiento masivo; la población aumentó de 270 en el censo de 1890 a 2480 en 1910. Habiendo superado el tamaño del palacio de justicia anterior, la construcción de un nuevo palacio de justicia comenzó en 1914 y se completó en 1916. Se construyó una cárcel detrás del palacio de justicia.

## Descripción

### Palacio de justicia
El palacio de justicia está diseñado en un estilo Beaux-Arts, común entre los edificios públicos a principios del siglo XX. La parte original del edificio es rectangular y está construida con granito peinado. Se construyeron dos alas en la parte trasera del edificio, que luego se encerraron en el medio.
En el centro de la fachada se encuentra un pórtico hexástilo con columnas corintias que sostienen un frontón triangular denticulado. Un medallón con un reloj adorna el frontón. Tres puertas de entrada, que desde entonces fueron reemplazadas por puertas modernas con marco de medalla, están separadas por pilastras corintias y rematadas con un dintel simple. Las puertas están flanqueadas por hornacinas semi-abovedadas. En el segundo piso, tres conjuntos de tres ventanas apiladas se encuentran sobre la entrada.
Las ventanas en el frente del edificio fuera del pórtico son conjuntos de tres ventanas de guillotina doble de una sobre una en cada piso. Las ventanas del segundo piso tienen vierteaguas decorativos y los paneles en relieve se encuentran debajo. Las ventanas en los lados este y oeste del edificio, incluidas las adiciones al ala, tienen solo dos ventanas por juego. Las entradas están terminadas de manera similar al frente, pilastras corintias que sostienen una cornisa entre corchetes.
El interior está centrado en un atrio octogonal, con pisos de mármol blanco y paredes de mármol gris con detalles en pan de oro. Una escalera en forma de Y en la parte trasera del atrio conduce a una galería y oficinas en el segundo piso.

### Cárcel
La cárcel es una estructura de ladrillo rojo en forma de T de dos pisos con detalles de estilo italianizante. Cuenta con un techo de parapeto con una cornisa entre canecillos, simulando una mansarda. Quoins en las esquinas del edificio, dentillas entre los soportes y paneles decorativos de azulejos verdes y blancos proporcionan ornamentación al edificio. La entrada principal, que da a la parte trasera del palacio de justicia, se encuentra en un porche tratado de manera similar al resto del edificio.